# Mesochorus angularis
Mesochorus angularis är en stekelart som beskrevs av Dasch 1974. Mesochorus angularis ingår i släktet Mesochorus och familjen brokparasitsteklar. Inga underarter finns listade i Catalogue of Life.